# Ceyx
Genre
Ceyx est un genre de martins-pêcheurs comprenant 9 espèces. Les espèces africaines anciennement classées dans ce genre sont maintenant dans le genre Ispidina.

## Liste des espèces
D'après la classification de référence (15.1, 2025) du Congrès ornithologique international (ordre phylogénique) :
- Ceyx erithaca – Martin-pêcheur pourpré
- Ceyx rufidorsa – Martin-pêcheur à dos roux
- Ceyx melanurus – Martin-pêcheur flamboyant
- Ceyx sangirensis – Martin-pêcheur des Sangihe
- Ceyx fallax – Martin-pêcheur multicolore
- Ceyx lepidus – Martin-pêcheur gracieux
- Ceyx margarethae – Martin-pêcheur de Margarete
- Ceyx wallacii – Martin-pêcheur des Sula
- Ceyx cajeli – Martin-pêcheur de Buru
- Ceyx soitarius – Martin-pêcheur de Nouvelle-Guinée
- Ceyx dispar – Martin-pêcheur dispar
- Ceyx mulcatus – Martin-pêcheur de Nouvelle-Irlande
- Ceyx sacerdotis – Martin-pêcheur de Nouvelle-Btretagne
- Ceyx meeki – Martin-pêcheur d'Isabel
- Ceyx collectoris – Martin-pêcheur de Nouvelle-Géorgie
- Ceyx nigromaxilla – Martin-pêcheur de Guadalcanal
- Ceyx gentianus – Martin-pêcheur de San Cristobal
- Ceyx cyanopectus – Martin-pêcheur à poitrine bleue
- Ceyx argentatus – Martin-pêcheur argenté
- Ceyx flumenicola – Martin-pêcheur de Steere
- Ceyx azureus – Martin-pêcheur à dos bleu
- Ceyx websteri – Martin-pêcheur des Bismarck
- Ceyx pusillus – Martin-pêcheur poucet